# 김유 (14세기)
김유(金庾, ? ~ 1386년)는 고려 후기의 무신이다. 강릉도병마사, 판개성부사(判開城府事), 문하찬성사 등을 역임하였으며, 호는 송강자(松岡子), 본관은 김해(金海)이다.

## 생애

### 공민왕 시절
1362년 강릉도병마사(江陵道兵馬使)가 되어 홍건적을 격파하고 수도를 수복한 공으로 1363년 2등공신에 올랐다.
1363년 흥왕사(興王寺)의 난을 평정한 공으로 일등공신이 되었다.
원나라에 사신으로 갔을 때, 반공민왕파가 충선왕의 서자 덕흥군(德興君)을 고려국왕으로 추대하려 하였으나 절개를 지켜 이에 따르지 않았다. 그리하여 귀국 후 밀직부사(密直副使)에 오르고, 추성익조공신호(推誠翊祚功臣號)를 받았다.
1365년 원나라에 덕흥군을 송환해 줄 것을 청하려고 하였으나, 원제(元帝)가 이미 본국으로 송환하라는 명령을 내렸다는 소식을 듣고 돌아와서 동지밀직사사(同知密直司事)가 되었다. 1366년 전라도도순문사(全羅道都巡問使)로서 군대를 모아 반란을 일으킨 제주의 목호(牧胡)를 토벌하였다.(목호의 난)
1373년(공민왕 22) 성절사(聖節使)로서 명나라에 다녀왔다. 이 해 서해도도순문사(西海道都巡問使)로서 손수경(孫守卿) 등과 반란음모에 관련되었다고 하는 충혜왕의 얼자(孽子) 석기(釋器)를 체포하였다.

### 우왕 시절
1374년 왜구의 침입이 심해지자 서북면조선사(西北面造船使)로 임명되었고, 삼도조전원수 겸 서해교주도도순문사(三道助戰元帥兼西海交州道都巡問使)가 되어 다시 반란을 일으킨 제주를 평정하였다.
우왕 때에는 판개성부사(判開城府事)에 제수되고 김해군(金海君)에 봉해졌다. 1379년(우왕 5) 왜구가 연안부(延安府)에 침입하자, 나세(羅世)와 함께 전함을 이끌고 용강현(龍岡縣) 목곶포(木串浦)에서 적선 2척을 격파하였다.
이 해 장씨(張氏: 우왕의 유모)의 옥사가 일어났을 때, 최영(崔瑩)과의 알력으로 합포(合浦)에 장류(杖流)되었다가 곧 석방되었다. 1381년 문하평리로 하정사(賀正使)가 되어 명나라로 떠났으나 요동에서 되돌아왔다. 그 뒤 문하찬성사로 승진, 1382년 세공물(歲貢物)을 가지고 다시 명나라로 출발했으나 역시 요동에서 막혀 가지 못하였다.
1383년 성절사로 갈 때는 해로를 이용했으나 길이 험해 기일에 도착하지 못하였다. 이로 인해 명나라 황제의 명으로 대리(大理)에 귀양갔다가 1385년 석방되어 돌아왔다. 그러나 이인임(李仁任)의 미움을 받아 청주로 유배되었다가 곧 풀려났다. 1386년(우왕 12) 가산을 몰수당하고 다시 순천부(順天府)로 유배 도중 경천역(敬天驛)에서 죽었다.

## 평가
위화도 회군(1388년)으로 우왕과 창왕이 이성계 일파가 내세운 이른바 폐가입진의 논리에 의해 왕씨가 아닌 신돈의 핏줄로 몰려 연달아 폐위되고, 공양왕이 옹립된 뒤인 공양왕 원년(1389년) 우왕과 창왕을 각자의 유배지에서 처형한 다음 이를 태조에게 고하는 축문이나, 흥국사에서 공양왕 옹립을 논의했던 9공신을 포상하는 글, 이성계에게 복직을 명하는 교서에서 모두 김유는 우왕이 왕씨가 아님을 '사실대로' 말했다가 처형된 희생자로 언급되어 있다.
정몽주(鄭夢周)는 그를 가리켜 사람됨이 정직하고 충량한 국가의 동양지재라 격찬했다.

## 역임한 관직
- 공민왕 11년(1362년) 8월 - 강릉도병마사[주석 1]
- 공민왕 12년(1363년) 2월 이전 - 상호군[2]
- 공민왕 13년(1364년) 10월 17일 정미 - 밀직부사[주석 2]
- 공민왕 14년(1365년) 9월 15일 - 동지밀직[7]
- 공민왕 15년(1366년) 10월 이전 - 전라도도순문사[주석 3]
- 공민왕 22년(1373년) 6월 이전 - 계림윤
  - 공민왕 22년 12월 이전 - 서해도순문사
- 공민왕 23년(1374년) 3월 29일 - 서북면조선사[8]
  - 공민왕 23년(1374년) 7월 26일 - 삼도조전원수 겸 서해교주도순문사[9]